# Lithospermum turneri
Lithospermum turneri är en strävbladig växtart som beskrevs av J.I.Cohen. Lithospermum turneri ingår i släktet stenfrön, och familjen strävbladiga växter. Inga underarter finns listade i Catalogue of Life.